# ارتش ۶ ترکیبی گارد
ارتش ۶ ترکیبی گارد (انگلیسی: 6th Combined Arms Army) یک ارتش میدانی تسلیحات ترکیبی نیروی زمینی روسیه است، که به‌عنوان بخشی از منطقه نظامی لنینگراد فعالیت می‌کند. ستاد فرماندهی و پادگان‌های این ارتش در استان لنینگراد قرار دارند.
این ارتش اولین بار در اوت ۱۹۳۹ در منطقه نظامی ویژه کی‌یف از گروه ارتش ولوچیسکایا (تشکیلاتی به اندازه سپاه) تشکیل شد و تا سال ۱۹۹۱ بخشی از ارتش سرخ بود. پس از فروپاشی اتحاد جماهیر شوروی و شکل‌گیری نیروی زمینی روسیه این ارتش نیز تا سال ۱۹۹۸ فعال بود و در این سال منحل شد. ارتش ۶ ترکیبی گارد از سال ۲۰۱۰ به‌عنوان ششمین ارتش ترکیبی نیروی زمینی روسیه فعالیت می‌کند.